# Immaculée Ilibagiza
Immaculée Ilibagiza (1972) és una enginyera, conferenciant i escriptora ruandesa.
Filla de pares tutsis mestres i fervents catòlics. Va estudiar enginyeria electrònica a la Universitat Nacional de Ruanda i a la Universitat de Saint John (Nova York). Va ser supervivent del Genocidi de Rwanda en 1994, quan tenia 22 anys. Per salvar-se va romandre en el bany 91 dies amagada, en un espai estret i fosc, en la casa del pastor hutu Siméon Nzabahimana. Immaculée va perdre als seus pares i germans: Damascene i Vianney, després de la Guerra Civil ruandesa també als seus amics, els seus companys d'universitat, la seva casa, els seus records d'infància. Només va sobreviure el seu germà Aimable. Va treballar 4 anys per a l'ONU en un camp de refugiats.
En 2006, Peter Le Donne i Steve Kalaferun foren nominats als Oscars en la categoria millor curtmetratge documental per Le Journal d'Immaculée (en anglès The Diary of Immaculee).
És ciutadana nord-americana des de 2013, resideix a Long Island, Estats Units. Va contreure matrimoni amb Bryan Black, és mare de dos fills Nikeisha i Bryan.
En 2007 va rebre el Premi Mahatma Gandhi per la Pau i la Reconciliació.

## Obres
- Immaculée Ilibagiza & Steeve Erwin. Miraculée., une découverte de Dieu au cœur du génocide rwandais. 1.  París: J'ai lu, 2006, p. 345 (Aventure secrète). ISBN 978-2-290-00048-9..[7]
- Immaculée Ilibagiza & Steeve Erwin. Notre Dame de Kibeho. Du cœur de l'Afrique, Marie s'adresse au monde entier. 1.  Varennes (Québec): Escalquens, avril 2010, p. 258. ISBN 978-2-89667-005-5.[8]
- Immaculée Ilibagiza. De l'horreur au pardon. 1.  Perpinyà: Artège, 2010, p. 220. ISBN 978-2-916053-86-8.[9]
- Immaculée Ilibagiza. A Visit from Heaven, novembre 2010.
- Immaculée Ilibagiza & Steeve Erwin. The Boy Who Met Jesus: Segatashya Emmanuel of Kibeho, novembre 2012.
- Immaculée Ilibagiza & Steve Erwin. The Rosary: The Prayer That Saved My Life, août 2014.